# Peruviaanse sol
De Peruviaanse sol (meervoud: soles) is de nationale munteenheid in Peru. Deze munteenheid werd ingevoerd op 4 januari 1991, onder de officiële naam nuevo sol (nieuwe sol).

## Geschiedenis

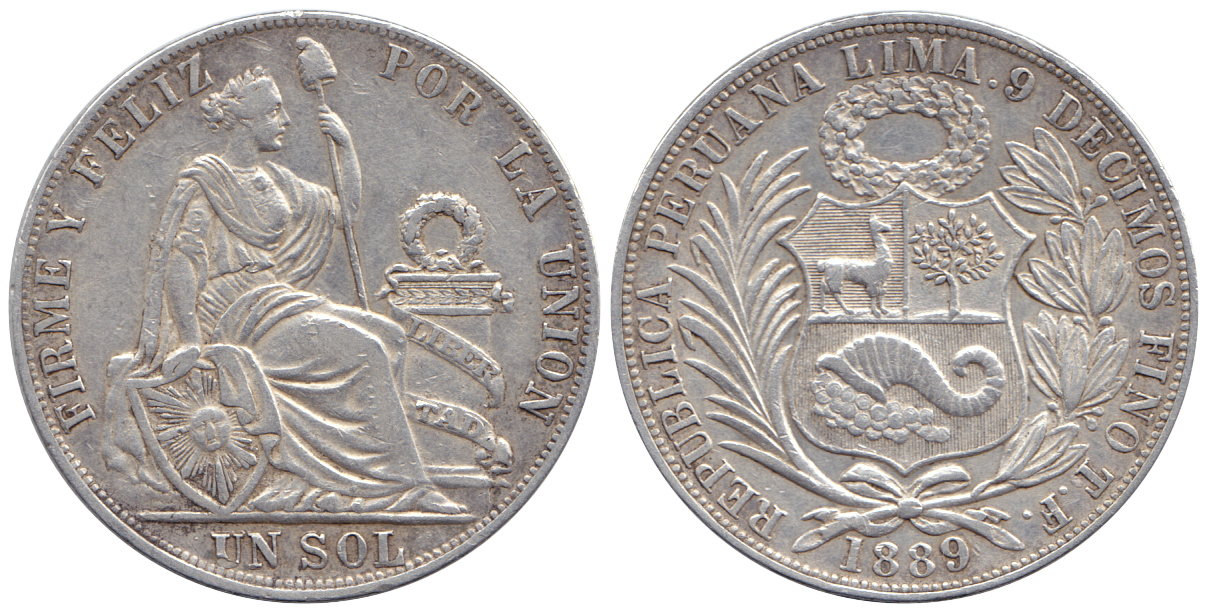
Munt 1 sol van 1889

In de 19e eeuw maakte Peru gebruik van zilveren soles. Het zilver was echter meer waard dan de geldwaarde van de munten, waardoor de munten geëxporteerd werden in plaats van als munteenheid te blijven circuleren. Daarom werd deze munt omstreeks 1860 vervangen voor de Boliviaanse munt. Van 1880 tot 1882 had Peru een eigen munt, de peseta. Maar die werd in 1882 weer uit de circulatie genomen.
In 1900 werd het Peruaanse gouden pond ingevoerd, dat in waarde gelijk werd gesteld aan het Britse pond. Daarnaast circuleerde het Britse pond zelf.

### Sol
In 1931 werd aan die situatie een einde gemaakt met de herintroductie van de sol, genoemd naar de solidus die in het Romeinse Rijk werd gebruikt. Ook de Franse sou was daarnaar genoemd. De ISO-4217-code is PEH.

### Inti
Sinds 1975 nam de waarde van de sol in een hoog tempo af. Het werd noodzakelijk om een nieuwe munt in te voeren. In 1985 werd daarom de inti geïntroduceerd. De naam van deze munt was een woordspeling. Sol is het Spaanse woord voor de zon, en vertaald in het Quechua werd dat inti. De zon staat  bekend als een krachtig symbool in het rijk van de Inca's. De ISO-4217-code is PEI.

### Nuevo sol
Ook de inti devalueerde in een rap tempo. In 1991 introduceerde de toenmalige president Fujimori daarom de nuevo sol: de nieuwe sol. De ISO-4217-code is PEN.

## Munten
Er zijn munten van 10, 20 en 50 céntimos en van 1, 2 en 5 S/. in omloop.
| Waarde         | Diameter | Dikte   | Gewicht | Samenstelling                                            | Rand      | Afbeelding |
| -------------- | -------- | ------- | ------- | -------------------------------------------------------- | --------- | ---------- |
| 10 céntimos    | 20,5 mm  | 1,26 mm | 3,50 g  | messing                                                  | glad      |            |
| 20 céntimos    | 23 mm    | 1,26 mm | 4,40 g  | messing                                                  | glad      |            |
| 50 céntimos    | 22 mm    | 1,65 mm | 5,45 g  | Cu–Zn–Ni                                                 | gekarteld |            |
| 1 nuevo sol    | 25,5 mm  | 1,65 mm | 7,32 g  | Cu–Zn–Ni                                                 | gekarteld |            |
| 2 nuevos soles | 22,2 mm  | 2,07 mm | 5,62 g  | bi-metaal buitenste ring: staal binnenste ring: Cu–Zn–Ni | glad      |            |
| 5 nuevos soles | 24,3 mm  | 2,13 mm | 6,67 g  | bi-metaal buitenste ring: staal binnenste ring: Cu–Zn–Ni | glad      |            |

## Bankbiljetten
Er zijn biljetten met de volgende waarden: 10, 20, 50, 100 en 200 nuevos soles. Alle biljetten hebben dezelfde afmeting van 140 × 65 mm.
| Waarde (S/.) | Afmetingen  | Kleur  | Portret                         | Afbeelding  |
| ------------ | ----------- | ------ | ------------------------------- | ----------- |
| 10           | 140 × 65 mm | Groen  | José Abelardo Quiñones Gonzáles | , nieuw:    |
| 20           | 140 × 65 mm | Oranje | Raúl Porras Barrenechea         | , nieuw     |
| 50           | 140 × 65 mm | Bruin  | Abraham Valdelomar Pinto        | oud:, nieuw |
| 100          | 140 × 65 mm | Blauw  | Jorge Basadre Grohmann          | , nieuw     |
| 200          | 140 × 65 mm | Roze   | Rosa van Lima                   | , nieuw     |